# Pablo Lago
Pablo Ballesteros Lago (Vegadeo, Asturias, 31 de agosto de 1974), conocido como Pablo Lago, es un exfutbolista y entrenador español. Jugaba de centrocampista.

## Trayectoria

### Como jugador
Se formó en la cantera del Real Oviedo, pero no llegó a debutar en el primer equipo. En 1995, se marchó al C. D. Lugo, de Segunda División B, donde pasó dos temporadas antes de incorporarse al Club Atlético de Madrid "B", en la campaña 1997-98. Con el filial colchonero debutó en Segunda División, jugando treinta partidos y marcando tres goles. 
Al año siguiente, recaló en el Rayo Vallecano de Madrid, donde firmó otra buena temporada y consiguió el ascenso a Primera División. Sin embargo, no continuó en el conjunto madrileño y su debut en la máxima categoría tuvo que esperar un año más, cuando logró un nuevo ascenso con la U. D. Las Palmas. Pasó dos temporadas en Primera División con los canarios, alternando la titularidad con la suplencia. 
Entre 2002 y 2004 militó en el Real Racing Club de Santander, pero apenas contaba en las alineaciones. En el verano de 2004 fichó por el Real Sporting de Gijón, donde gozó de minutos, aunque muchas veces saliendo de la suplencia: de los cincuenta y siete encuentros que disputó en dos años, sólo fue titular en diecinueve. Tras de una estancia sin demasiada fortuna en el C. D. Numancia de Soria, en 2007 fichó por el Club Marino de Luanco, donde colgó las botas en 2009.

### Como entrenador
Comenzó entrenando en las categorías inferiores del Astur C. F. y, posteriormente, dirigió al Luarca C. F. de la Tercera División de España. En la temporada 2013-14 firmó un contrato con el U. P. Langreo y consiguió el ascenso a Segunda División B tras finalizar en el segundo puesto de la clasificación y derrotar en la promoción al Club Atlético de Monzón, al Club Haro Deportivo y al Mérida A. D. El 25 de junio de 2014 se anunció su fichaje como nuevo técnico del Caudal Deportivo, equipo con el que disputó de nuevo la fase de ascenso a Segunda División B, en la que fue eliminado por el Haro Deportivo en la primera ronda. El 2 de junio de 2015 el club mierense confirmó que no continuaría en el cargo en la siguiente temporada.
El 7 de julio se anunció su fichaje como técnico del Real Avilés C. F. para la temporada 2015-16. El 25 de abril de 2017 fue destituido del cargo. El 16 de octubre de 2017 se anunció su fichaje por la R. S. Gimnástica de Torrelavega. En su primera temporada en el club cántabro consiguió el ascenso a Tercera División. Pero en febrero de 2019, los malos resultados en esta categoría produjeron su cese.
Tras una temporada sin equipo, en junio de 2020 se incorporó al Sporting de Gijón, para formar parte de la secretaría técnica a la vez que entrenara al equipo cadete. Sin embargo dos meses más tarde dejó el club para fichar por la SD Ponferradina como segundo entrenador de Jon Pérez Bolo. También acompañó a Jon Pérez Bolo en el Real Oviedo hasta su destitución.

## Clubes

### Como jugador
| Club                          | País   | Temporada |
| ----------------------------- | ------ | --------- |
| Real Oviedo "B"               | España | 1994-1995 |
| C. D. Lugo                    | España | 1995-1997 |
| Club Atlético de Madrid "B"   | España | 1997-1998 |
| Rayo Vallecano de Madrid      | España | 1998-1999 |
| U. D. Las Palmas              | España | 1999-2002 |
| Real Racing Club de Santander | España | 2002-2004 |
| Real Sporting de Gijón        | España | 2004-2006 |
| C. D. Numancia de Soria       | España | 2006-2007 |
| Club Marino de Luanco         | España | 2007-2009 |

### Como entrenador
| Club                                    | País   | Temporada |
| --------------------------------------- | ------ | --------- |
| Luarca C. F.                            | España | 2011-2013 |
| U. P. Langreo                           | España | 2013-2014 |
| Caudal Deportivo                        | España | 2014-2015 |
| Real Avilés C. F.                       | España | 2015-2017 |
| R. S. Gimnástica de Torrelavega         | España | 2017-2019 |
| S. D. Ponferradina (segundo entrenador) | España | 2020-2022 |
| Real Oviedo (segundo entrenador)        | España | 2022      |